# Al Nuaimi
La famille Al Nuaimi (arabe : النعيمي) est la famille royale régnante d'Ajman, l'un des sept émirats qui forment ensemble les Émirats arabes unis (EAU).  
Le nom de la famille est dérivé du singulier de « Na'im » : les Na'im forment une grande confédération tribale divisée en trois sections, les Al Bu Kharaiban, les Khawatir et les Al Bu Shamis (singulier Al Shamsi). Les souverains d'Ajman sont issus de la section des Al Bu Kharaiban.

## Les fondateurs d'Ajman
La fondation d'Ajman sous la domination des Al Nuaimi eut lieu lorsque le cheikh Rashid bin Humaid Al Nuaimi et cinquante de ses partisans prirent la localité côtière d'Ajman à des membres de la tribu des Al Bu Shamis lors d'un bref conflit. Cependant, ce n'est qu'en 1816 ou 1817 que le fort d'Ajman tomba finalement aux mains des partisans de Rashid, et que son autorité fut reconnue par le puissant cheikh des émirats voisins de Charjah et Ras Al Khaimah, le cheikh Sultan bin Saqr Al Qasimi (en).

## Liste des dirigeants Al Nuaimi
- 1816–1838 Rashid bin Humaid Al Nuaimi (mort en 1838)
- 1838–1841 Humaid bin Rashid Al Nuaimi (première fois)
- 1841–1848 Abdelaziz bin Rashid Al Nuaimi  (mort en 1848)
- 1848–1864   Sheikh Humaid bin Rashid Al Nuaimi (seconde fois)  (mort en 1864)
- 1864 – avril 1891 Sheikh Rashid bin Humaid Al Nuaimi II (mort en 1891)
- avril 1891 – 8 juillet 1900 Sheikh Humaid bin Rashid Al Nuaimi II (mort en 1900)
- 8 juillet 1900 – février 1910 Sheikh Abdulaziz bin Humaid Al Nuaimi (mort en 1910)
- février 1910 – janvier 1928  Sheikh Humaid bin Abdulaziz Al Nuaimi
- janvier 1928 – 6 septembre 1981  Sheikh Rashid bin Humaid Al Nuaimi III (né en 1904 – mort en 1981)
- Depuis 6 septembre 1981 Sheikh Humaid bin Rashid Al Nuaimi III (né en 1931)